# Мітоський шлях
Мітоський шлях (яп. 水戸街道, みとかいどう, МФА: [mʲito gai̯doː]) — дорога в домодерній Японії 17 — 19 століття. Названий за іменем міста Міто. Сполучав політично-адміністративний центр країни — місто Едо провінції Мусасі, майбутній Токіо, — із містом Міто провінції Хітаті. Важлива транспортна артерія між резиденцією сьоґунів Токуґава та резиденцією мітоських Токуґава.